# Zbigniew Zbrojewski
Zbigniew Zbrojewski (ur. 25 marca 1915 we Lwowie, zm. 17 marca 1986 w Katowicach) — polski reżyser teatralny i telewizyjny oraz pedagog.

## Życiorys
W czasie wojny w oflagach w Prenzlau, Neubandenburgu i Grossborn uczestniczył w jenieckim życiu teatralnym. Po powrocie do kraju, w latach 1946-1947, prowadził w Gliwicach pierwszy teatr studencki pn. Rybałci Śląscy. W następnych latach był reżyserem Teatru Polskiego Radia, a od 1957 r. katowickiego ośrodka TVP.

## Kariera reżyserska

### lata 50.
- 9 III 1957: Śmierć Dantona Georg Büchner, reż. Józef Wyszomirski — asystent reżysera (Teatr Śląski im. Stanisława Wyspiańskiego, Katowice)[2].

### lata 60.
- 25 XII 1961: Moc przeznaczenia Giuseppe Verdi — reżyseria (Opera Śląska, Bytom)[3]
- 3 V 1962
  - Szachy Stanisław Grochowiak — reżyseria (Teatr Zagłębia, Sosnowiec)
  - Wyzwolenie Wotana Ernst Toller — reżyseria (Teatr Zagłębia, Sosnowiec)
- 30 III 1963: Skandal w Hellbergu Jerzy Broszkiewicz — reżyseria (Teatr Zagłębia, Sosnowiec)
- 19 IV 1964: Pierwsze kroki Leon Pasternak — reżyseria (Teatr Zagłębia, Sosnowiec)
- 19 XI 1964: Pociąg pancerny 14-69 Wsiewołod Iwanow — reżyseria (Teatr Zagłębia, Sosnowiec)
- 13 VII 1966: Damy i huzary Aleksander Fredro — reżyseria (Teatr Nowy, Zabrze)
- 7 I 1967: Przygody Tomka Sawyera Mark Twain — reżyseria (Teatr Nowy, Zabrze)
- 12 V 1967: Grube ryby Michał Bałucki — reżyseria (Teatr Nowy, Zabrze)
- 8 X 1967: Cena życia Afanasij Sałyński — reżyseria (Teatr Zagłębia, Sosnowiec)
- 30 XII 1967: Czarodziejskie klucze Jan Baranowicz — reżyseria (Teatr Nowy, Zabrze)
- 6 IX 1968: Wesele na całą Europę A. Arkanow i G. Gorin — reżyseria i inscenizacja (Teatr Zagłębia, Sosnowiec).

### lata 70.
- 4 IV 1970: Świętoszek Molier — inscenizacja i reżyseria (Teatr Nowy, Zabrze)[4]
- 19 VII 1970: Ożenek (dramat) Nikołaj Gogol — inscenizacja i reżyseria (Teatr Zagłębia, Sosnowiec)
- 11 IX 1971: Droga do Czarnolasu Aleksander Maliszewski — reżyseria (Teatr Nowy, Zabrze)
- 5 IX 1972: Karen z Krainy Czarów Hans Christian Andersen — reżyseria (Teatr Nowy, Zabrze)
- 28 XII 1972: Jak to wilków cała zgraja chciała porwać Mikołaja? Zbigniew Leśnicki — reżyseria (Teatr Lalek „Banialuka”, Bielsko-Biała)
- 10 X 1979: Ojciec August Strindberg — reżyseria (Teatr Zagłębia, Sosnowiec)
- 21 XI 1979: Pastorałka Leon Schiller — reżyseria (Śląski Teatr Lalki i Aktora „Ateneum”, Katowice).

### lata 80.
- 15 III 1980: Bądź moją wdową Marcel Mithois — reżyseria (Teatr Zagłębia, Sosnowiec)[5]
- 18 XII 1982: Pastorałka Leon Schiller — inscenizacja, opracowanie tekstu, reżyseria (Śląski Teatr Lalki i Aktora „Ateneum”, Katowice)
- 21 V 1983: Gdzie mieszka wiosna? Andrzej Żak — reżyseria (Śląski Teatr Lalki i Aktora „Ateneum”, Katowice)
- 24 III 1984: Jadzia wdowa Ryszard Ruszkowski — adaptacja i reżyseria (Teatr Zagłębia, Sosnowiec)
- 30 XI 1985: Hiszpańska mucha Franz Arnold i Ernest Bach — reżyseria (Teatr Zagłębia, Sosnowiec).

## Telewizja

### lata 50.
- 29 I 1958: Jedna chwila Tadeusz Rittner — reżyseria
- 11 VII 1958: Spadek Guy de Maupassant — reżyseria[6]
- 1 I 1959: Ożenek (dramat) Nikołaj Gogol — reżyseria[7].

### lata 60.
- 2 I 1963
  - Colas Breugnon Romain Rolland — reżyseria
  - Łasiczka Romain Rolland — reżyseria[8]
- 26 II 1963: Colas Breugnon Romain Rolland — reżyseria
- 10 VII 1966: Nikt mnie nie zna[9] Aleksander Fredro — reżyseria
- 20 X 1967: Romeo z Samary Jan Zieliński — reżyseria
- 2 II 1968
  - Nie będzie zwycięstwa, generale... Jan Zieliński — reżyseria
  - Kto jest za wnioskiem? Jan Zieliński — reżyseria
- 13 VI 1969: Skandal w Hellbergu Jerzy Broszkiewicz — reżyseria.

### lata 70.
- 28 VI 1970: Wieże idące (program poetycki prezentujący wiersze poetów węgierskich) — reżyseria[10]
- 3 I 1971: Suche listowie — reżyseria
- 7 XI 1971: Słyszę burzy huk szalony (spektakl wg utworów: W. Chlebnikowa, M. Zabłockiego, B. Pasternaka i Matwiejewej) — reżyseria
- 26 V 1972: Profesor i syrena Giuseppe Tomasi di Lampedusa (adaptacja opowiadania pod tym samym tytułem) — reżyseria
- 29 X 1972: Praczka Egon Erwin Kisch — adaptacja i reżyseria
- 22 II 1974: Droga do Czarnolasu Aleksander Maliszewski — reżyseria[11] — reżyseria
- 17 XI 1974: Nikt mnie nie zna[9] Aleksander Fredro — reżyseria
- 24 X 1975: Dym William Faulkner — reżyseria.

### lata 80.
- 3 I 1984: Obrona Ksantypy Ludwik Hieronim Morstin — reżyseria[12].

## Radio
- 11 II 1951: Salon pani Klementyny Andrzej Wydrzyński — reżyseria wespół ze Zbisławem Pelc-Ichniowskim[13]
- 22 IX 1954: Bohater Andrzej Szczypiorski — reżyseria
- 17 I 1955: Ondraszek Gustaw Morcinek — reżyseria.

## Nagrody
- 1962: Wrocław — III Wrocławski Festiwal Teatralny — nagroda za najlepsze przedstawienie teatru terenowego: Wyzwolenie Wotana Ernsta Tollera w Teatrze Zagłębia w Sosnowcu[1]
- 1963: Śląska Wiosna Teatralna — wyróżnienie za reżyserię przedstawienia Wyzwolenie Wotana Ernsta Tollera w Teatrze Zagłębia w Sosnowcu
- 1970: Czarne Diamenty — nagroda redakcji "Wiadomości Zagłębia" za reżyserię przedstawienia Świętoszek Moliera w Teatrze Nowym w Zabrzu

## Przebieg pracy
W trakcie swej 40-letniej kariery reżyserskiej, współpracował łącznie z 6 śląskimi scenami teatralnymi i operowymi:
- Teatr Śląski im. Stanisława Wyspiańskiego, Katowice: 1957
- Opera Śląska, Bytom: 1961
- Teatr Zagłębia, Sosnowiec: 1962-1985
- Teatr Nowy, Zabrze: 1966-1972
- Teatr Lalek „Banialuka”, Bielsko-Biała: 1972
- Śląski Teatr Lalki i Aktora „Ateneum”, Katowice: 1979-1983.

## Śmierć
Zmarł w Katowicach w wieku 70 lat (na tydzień przed 71. urodzinami).